# Joseph Émile Colson
 (décembre 2008).
Si vous disposez d'ouvrages ou d'articles de référence ou si vous connaissez des sites web de qualité traitant du thème abordé ici, merci de compléter l'article en donnant les références utiles à sa vérifiabilité et en les liant à la section « Notes et références ».

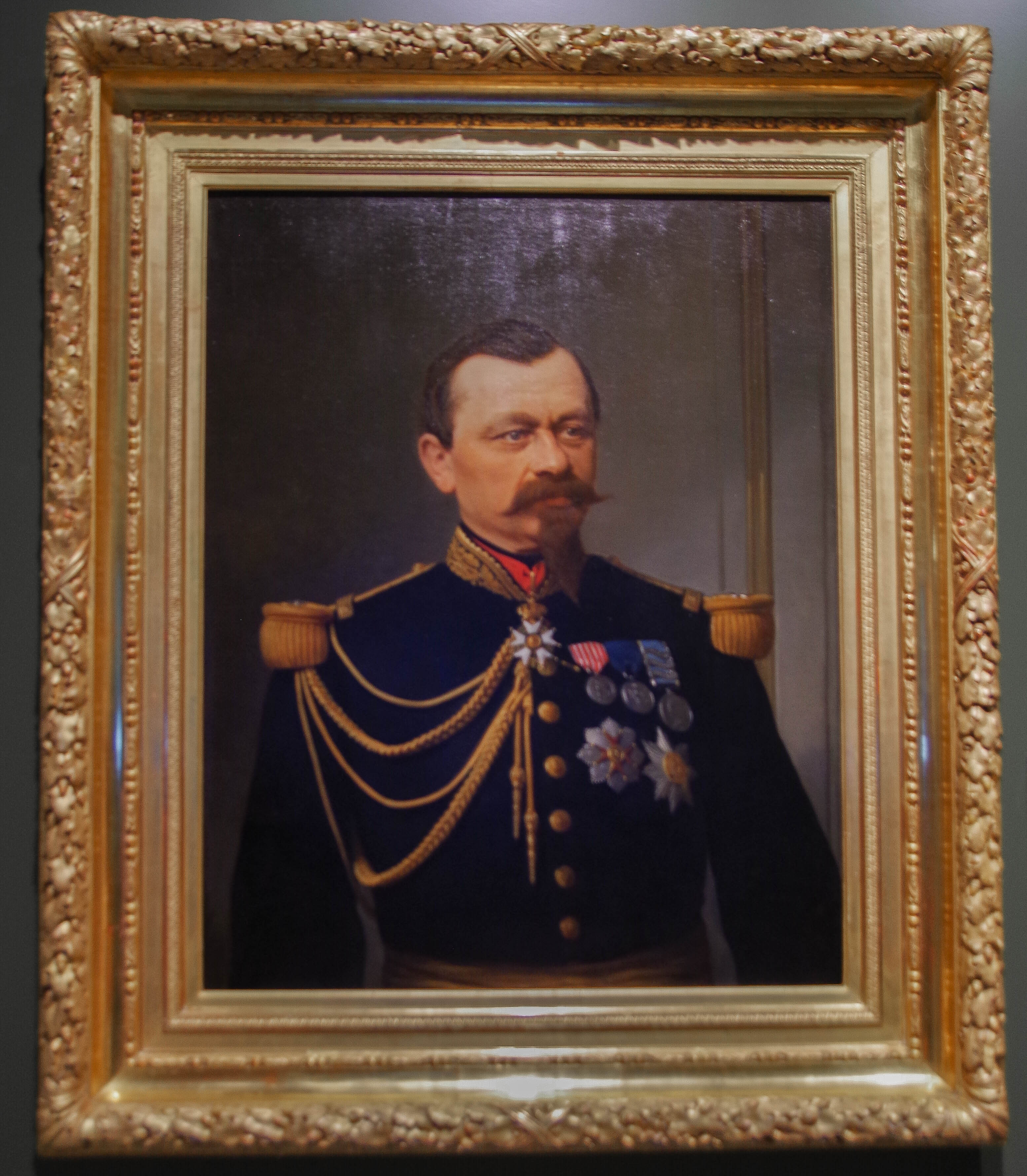
Portrait.

Joseph Émile Colson (né le 29 janvier 1821 à Saint-Aubin-sur-Aire (Meuse), mort le 6 août 1870 à la  bataille de Frœschwiller-Wœrth, était un général français.

## Enfance
Joseph Émile Colson, issu d'une famille médiocrement fortunée, reçut une éducation forte et des principes solides entretenus de génération en génération : l'amour du travail et le sentiment du devoir.
Son grand-père était médecin et maître de poste à Saint-Aubin. Son père, ruiné par l'invasion de 1814, était mort prématurément à 35 ans, laissant 5 enfants, dont 4 garçons. Joseph Émile, le dernier de ces 4 garçons, fit de bonnes études au lycée de Nancy (Meurthe-et-Moselle) et, à peine âgé de 18 ans, se présenta en 1839 à l'école de Saint Cyr. Deux ans après, il en sortait à la tête de sa promotion et fut admis par voie de concours à l'école d'État-major

## Carrière militaire
Esprit studieux, sensé et droit, il donnait déjà de nombreuses espérances et se conciliait de nombreuses amitiés par son caractère ferme et loyal. Nommé lieutenant d'État-major, le 9 janvier 1844, il fit son stage d'Infanterie en Afrique et prit part aux expéditions de Biskra, de l'Aurès et du Hodna. Chargé du service topographique des colonies, il exécuta des travaux qui attirèrent l'attention du Ministre. Il fut nommé capitaine au 5e Régiment de hussards (1846) où il fit son stage de cavalerie. Il rentra en France avec ce régiment et fut appelé le 7 septembre 1848 à l'État-major de la 2e Division de l'armée de Paris.
En 1851, il devint l'aide de camp du général Renault et, dans ses nouvelles fonctions, s'acquit de sérieux titres à la confiance de ses chefs. De graves circonstances allaient ouvrir un champ plus vaste à son ambition. La guerre d'Orient éclata au commencement de 1854 et Colson fut désigné pour l'État-major de la Division de réserve commandée par le général Forey. Il se comporta vaillamment à Inkerman et au siège de Sébastopol, où il fut blessé.
Après la signature de la paix, il revint de Crimée avec le grade de chef d'escadron et la croix d'officier de la Légion d'Honneur. Redevenu l'aide de camp du général Renault, il le rejoignit à Alger et fut chargé de l'organisation générale des cantonnements en Algérie (1859).
La guerre d'Italie le rappela sur le continent européen. Promu au grade de lieutenant-colonel et maintenu comme chef d'État-major à Toulouse, puis attaché militaire à l'ambassade de Russie, il demanda et obtint d'aller suivre une expédition au Caucase et rentra à Saint-Pétersbourg riche de souvenirs amassés et de souvenirs recueillis.
Le Tsar lui conféra la croix de Sainte Anne, et il devint très populaire parmi la haute société russe. Ses utiles travaux lui valurent le grade de colonel en 1862. Peu de temps après, il revint en France et se maria avec Frédérique Amélie Mathilde Kuhlmann de Lille.
Appelé à la demande du général de Montebello en qualité de chef d'État-major de la Division d'occupation à Rome, il s'y distingua par de précieuses qualités de tact et de prudence et fut nommé, en 1865, chef de cabinet du maréchal Randon, ministre de la Guerre.
En 1868, il fut promu au grade de général de brigade et maintenu néanmoins au service du Maréchal Niel. À la mort de ce dernier, il quitta le ministère et reçut le commandement de la subdivision du nord. Ce fut là que le trouva la déclaration de guerre de 1870.

## Mort

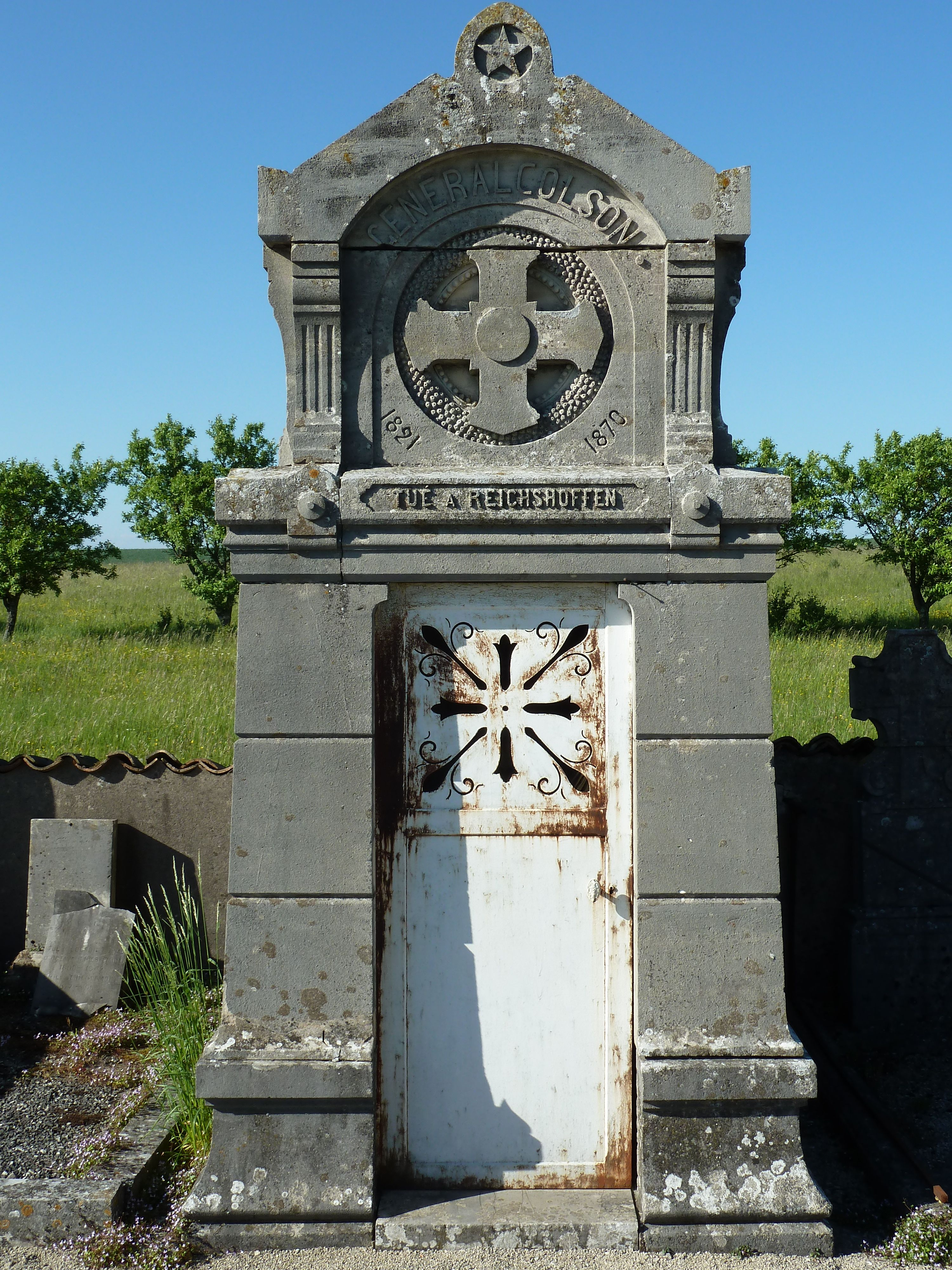
Tombe de Joseph-Emile Colson au cimetière de St-Aubin-sur-Aire (Meuse)

Le 25 juillet 1870, Colson était nommé chef d'État-major de la 1re armée du Rhin, et le 6 août suivant, sur le chemin de Froeschviller, il était frappé au cœur par une balle prussienne, la mort fut instantanée ; les hommes qui avaient reçu l'ordre d'enlever le corps du général furent eux-mêmes atteints et la dépouille de ce glorieux soldat resta jusqu'au lendemain sur le terrain labouré par les obus et la mitraille.
Une des maximes favorites de Colson, dit son biographe, le colonel d'État-major Baron Saint Cyr Hugues, une maxime qu'il avait répétée bien des fois pendant sa vie et à laquelle il devait rester fidèle jusqu'à son dernier soupir, était qu'il faut faire honneur à son pays.
À son tour, le département de la Meuse a voulu honorer sa mémoire. Il a inscrit son nom des premiers sur le monument élevé à Bar-le-Duc aux victimes de la guerre et il a fait placer son portrait dans le musée de cette ville. 
De son côté, la ville de Lille, pleine encore de bons souvenirs que Colson avait laissés chez ses habitants, a décidé que son nom serait donné à une des rues nouvelles. 
Par ailleurs, son village natal fit placer sa statue sur une stèle, place de l'église. 
L'inauguration eut lieu en 1912. Les Allemands, en 1940, pendant l'occupation, s'emparèrent de la statue pour en couler le bronze et en faire des boulets de canon ; ils ne laissèrent que la stèle de granit où, par la suite, sa famille fit replacer un buste plus modeste du général. 
On trouve sa sépulture au cimetière de Saint-Aubin-sur-Aire.